# Epitoxis nigra
Epitoxis nigra là một loài bướm đêm thuộc phân họ Arctiinae, họ Erebidae.